# Championnat de Chypre de football 1971-1972
Navigation
Saison précédente Saison suivante
La saison 1971-1972 du Championnat de Chypre de football était la 34e édition officielle du championnat de première division à Chypre. Les douze meilleurs clubs du pays se retrouvent au sein d'une poule unique, la Cypriot First Division, où ils s'affrontent 2 fois, à domicile et à l'extérieur. En fin de saison, afin de permettre le passage de 12 à 14 clubs, le dernier du classement est relégué en deuxième division et remplacé par les 3 premiers de D2.
C'est le club de l'Omonia Nicosie qui remporte le 3e titre de champion de Chypre de son histoire, il devance de 2 points l'EPA Larnaca et l'EN Paralimni complète le podium. L'Omonia réussit même le doublé en battant le Pezoporikos Larnaca en finale de la Coupe de Chypre. Le tenant du titre, l'Olympiakos Nicosie, a pris part au championnat grec, qu'ils ont terminé à la 18e et dernière place : ils retrouveront le championnat chypriote la saison prochaine.
Comme la saison dernière, l'Omonia Nicosie, vainqueur du championnat, obtient le droit de participer au Championnat de Grèce de football, au même titre que n'importe quel club grec (en cas de relégation sportive, il retrouve la première division chypriote). De plus, Chypre obtient par le biais du championnat une place en Coupe UEFA.

## Les 12 clubs participants
| - AE Paphos - Promu de D2 - AEL Limassol - APOEL Nicosie - Omonia Nicosie - Digenis Morphou - EPA Larnaca | - Alki Larnaca - Pezoporikos Larnaca - Anorthosis Famagouste - Nea Salamina - Apollon Limassol - EN Paralimni |

## Compétition

### Classement
Le barème utilisé pour établir le classement est le suivant :
- Victoire : 2 points
- Match nul : 1 point
- Défaite : 0 point

| Rang | Équipe                | Pts | J  | G  | N  | P  | Bp | Bc | Diff |
| ---- | --------------------- | --- | -- | -- | -- | -- | -- | -- | ---- |
| 1    | Omonia Nicosie C      | 32  | 22 | 13 | 6  | 3  | 30 | 14 | +16  |
| 2    | EPA Larnaca           | 30  | 22 | 11 | 8  | 3  | 36 | 17 | +19  |
| 3    | EN Paralimni          | 25  | 22 | 9  | 7  | 6  | 20 | 16 | +4   |
| 4    | Anorthosis Famagouste | 24  | 22 | 6  | 12 | 4  | 22 | 18 | +4   |
| 5    | Apollon Limassol      | 23  | 22 | 8  | 7  | 7  | 21 | 21 | 0    |
| 6    | Alki Larnaca          | 22  | 22 | 7  | 8  | 7  | 23 | 24 | -1   |
| 7    | APOEL Nicosie         | 21  | 22 | 8  | 5  | 9  | 29 | 23 | +6   |
| 8    | Nea Salamina          | 20  | 22 | 5  | 10 | 7  | 16 | 22 | -6   |
| 9    | Digenis Morphou       | 20  | 22 | 6  | 8  | 8  | 12 | 20 | -8   |
| 10   | Pezoporikos Larnaca   | 19  | 22 | 5  | 9  | 8  | 14 | 18 | -4   |
| 11   | AEL Limassol          | 15  | 22 | 4  | 7  | 11 | 12 | 28 | -16  |
| 12   | AE Paphos P           | 13  | 22 | 5  | 3  | 14 | 20 | 34 | -14  |

|  | Qualification pour la Coupe des clubs champions 1972-1973 Participation au championnat de Grèce de football 1972-1973 |
|  | Qualification pour la Coupe des Coupes 1972-1973                                                                      |
|  | Qualification pour la Coupe UEFA 1972-1973                                                                            |
|  | Relégation directe en deuxième division                                                                               |
|  | T : Tenant du titre C : Vainqueur de la Coupe de Chypre P : Promu de deuxième division                                |

## Bilan de la saison
| Championnat de Chypre de football 1971-1972 |                                         |
| Champion                                    | Omonia Nicosie (3e titre)               |
| Coupes et trophées                          |                                         |
| Vainqueur de la Coupe de Chypre 1971-1972   | Omonia Nicosie                          |
| Qualifications continentales                |                                         |
| Coupe des clubs champions 1972-1973         | Omonia Nicosie                          |
| Coupe des Coupes 1972-1973                  | Pezoporikos Larnaca                     |
| Coupe UEFA 1972-1973                        | EPA Larnaca                             |
| Promotions et relégations                   |                                         |
| Promus en Cypriot First Division            | Evagoras Paphos Aris Limassol ASIL Lysi |
| Relégués en Cypriot Second Division         | AE Paphos                               |